# Konrad Heiden

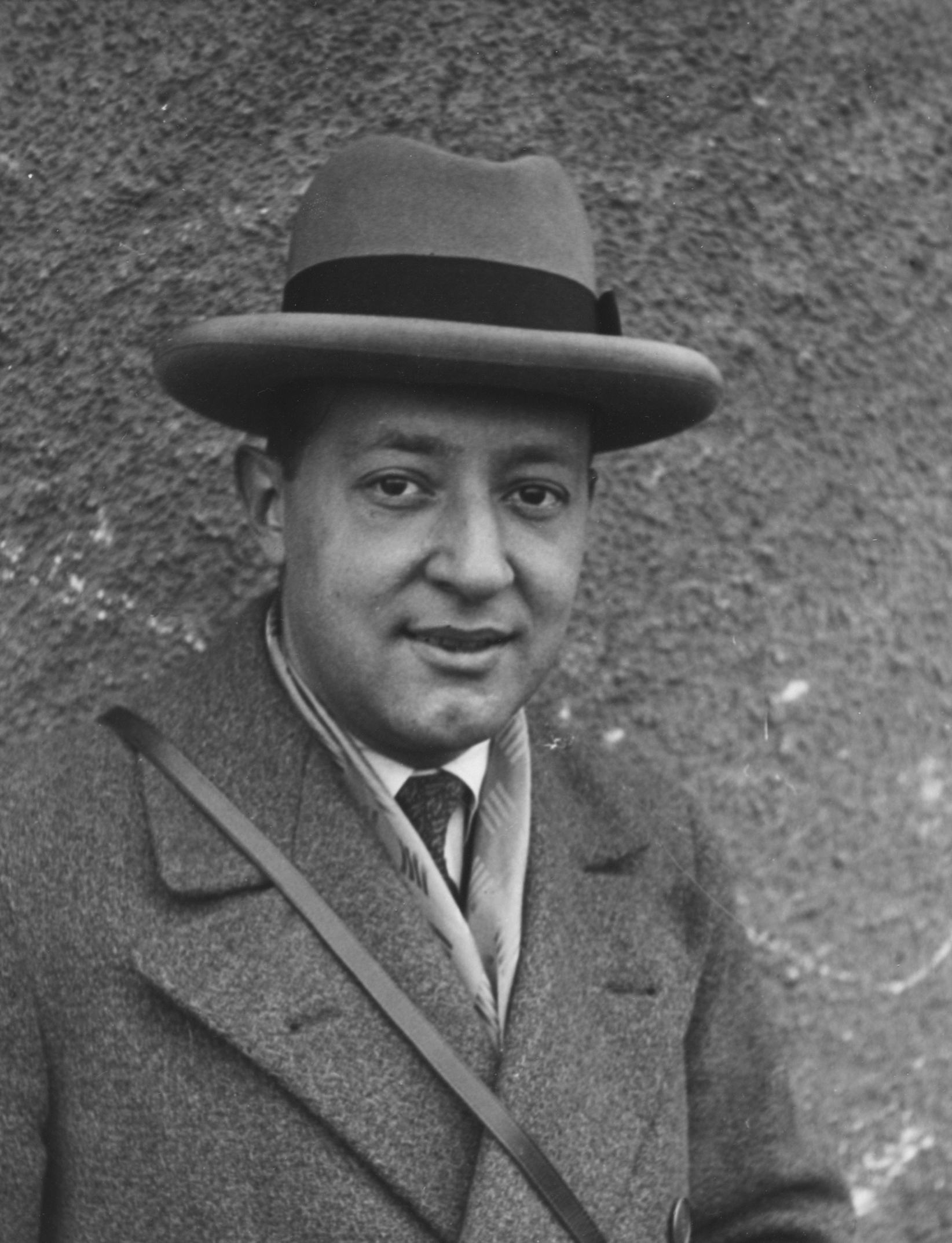
Konrad Heiden

Konrad Heiden (* 7. August 1901 in München; † 18. Juni 1966 in New York City) war ein deutsch-amerikanischer Journalist und politischer Schriftsteller. Er wurde vor allem dafür bekannt, dass er 1936 die erste substanzielle Biografie über Adolf Hitler verfasste.
Der sozialdemokratische Journalist schrieb seit Beginn der 1920er Jahre über die rechtsextreme politische Szene Münchens. So wurde er schon früh zum besten Kenner und entschiedenen Gegner der NS-Bewegung und Adolf Hitlers. Nach der Ernennung Hitlers zum Reichskanzler floh Heiden über mehrere Stationen in die USA und erlangte in den 1950er Jahren die amerikanische Staatsbürgerschaft. Heiden befasste sich vornehmlich mit der Ideologie und dem Charakter des Nationalsozialismus.

## Leben und Werk

### Jugend und Ausbildung
Konrad Heiden wurde 1901 als Sohn von Lina Deutschmann und Johannes Heiden in München geboren. Sein Vater gehörte als Berufsfunktionär der SPD an, für die er als Arbeitersekretär und Stadtverordneter in Frankfurt am Main tätig war. Die Mutter stammte aus einer jüdischen Familie. Seine Jugend verbrachte Heiden teilweise in Frankfurt am Main. Im Mai 1905 wurde die Ehe der Eltern geschieden. Im September 1906 starb seine Mutter. Konrad Heiden besuchte in Frankfurt von 1908 bis 1910 die Mittelschule, dann von 1911 bis 1919 das städtische Lessing-Gymnasium. Im Januar 1916 starb auch sein Vater. Von da an lebte er bei verschiedenen Pflegefamilien.
Im Sommer 1919 zog er zu seiner Tante nach München und studierte dort ab Mai 1920 Rechts- und Wirtschaftswissenschaften. 1922 wurde er zum Vorsitzenden der Republikanischen Studentenunion gewählt.

### Journalistische Karriere bis 1933
1923 übernahm Heiden neben seinem Studium eine Stelle als Hilfsredakteur bei Otto Groth, dem bayerischen Korrespondenten der Frankfurter Zeitung (FZ), der ihm die Grundlagen des Journalismus vermittelte. Heiden, wie sein Förderer Groth sehr an politischen Themen interessiert, entwickelte sich zum Spezialisten für die gerade aufkommende Nazibewegung. Er widmete sich besonders der Berichterstattung über deren Anführer Hitler. 1925 gab Heiden sein Studium kurz vor dem Examen auf und nahm eine Stelle als fester Journalist bei der FZ an. 1929 wurde er Redaktionsmitglied der FZ in Frankfurt.
Zu dieser Zeit erlebte die Frankfurter Zeitung, die der linksliberalen DDP nahestand, eine Absatzkrise, die u. a. durch den Rückgang der Anhängerzahlen dieser Partei verursacht wurde. 1932 hatte sich die Auflage gegenüber dem Jahr 1919 halbiert. Die Zeitung, die wegen ihres Strebens nach hoher journalistischer Qualität viel Personal benötigte, machte ab 1926 jährliche Verluste mehrerer hunderttausend RM und wurde zum Sanierungsfall. Die einzige mögliche Rettung bestand in der Unterstützung durch demokratisch gesinnte Industrielle aus dem Umkreis der IG-Farben. Obwohl die Zeitung formal unangetastet blieb, versuchten einige Unternehmer, auf die wirtschaftspolitische Linie der Zeitung Einfluss zu nehmen und Kritik an den Maßnahmen der IG-Farben und der Großindustrie zu verhindern. Die Unterstützung durch die IG-Farben wurde im Blatt selbst verheimlicht. Konrad Heiden durfte kaum politische Artikel schreiben, sondern leitete die Beilage Das Illustrierte Blatt und die Frauenbeilage. Stefan Aust vermutet, dass der politische Journalist Heiden diskret aus der Berichterstattung verdrängt werden sollte. Konrad Heiden veröffentlichte u. a. wegen dieser Schwierigkeiten in der FZ 1929 einen Bericht über einen Beleidigungsprozess Hitlers vor dem Münchner Amtsgericht in der Zeitschrift Das Tage-Buch. Nachdem Heiden über einen Wechsel mit dem sozialdemokratischen Hamburger Echo verhandelt hatte, gestand die FZ ihm kurzzeitig bessere Konditionen zu. Er wurde als Allroundreporter in allen Regionen Deutschlands eingesetzt, sollte aber weiterhin möglichst nicht über Politik berichten.
Im März 1930 ging Heiden kurzzeitig nach Berlin, um die dortige Redaktion zu verstärken, war aber weiter als Reporter auch reichsweit tätig. So berichtete Heiden 1930 kritisch über den Wahlausgang in Thüringen, der zur ersten Regierungsbeteiligung der Nationalsozialisten in einem Land des Deutschen Reichs führte. Dank seiner Vertrautheit mit den Angelegenheiten und dem Personal der NSDAP erfuhr er in Berlin, wie zuvor in München, Interna der Partei. Zu seinen Informanten gehörten zum Beispiel Parteimitglieder, die den Brüdern Gregor und Otto Strasser nahestanden und gegenüber Hitler kritisch eingestellt waren. Heidens Gehalt bei der Frankfurter Zeitung war damals so gering, dass es kaum zum Leben reichte. Als seine Forderung nach einer auskömmlichen Bezahlung unerfüllt blieb und er weiter von der politischen Berichterstattung ferngehalten werden sollte, kündigte er am 28. September 1930. Damit war Heiden im Alter von 29 Jahren arbeitslos.
Am 13. Januar 1931 trat Heiden als politischer Redakteur in den Presseverlag Dammert, einen konservativen Pressedienst, ein, der ihm aber am Ende des Jahres bereits wieder kündigte. So musste er ab 1932 seinen Lebensunterhalt als freier Journalist und Schriftsteller bestreiten. Am 20. Dezember 1932 stellte Heiden in Berlin sein erstes Buch vor, Geschichte des Nationalsozialismus – Die Karriere einer Idee, das die Vossische Zeitung bereits in Teilen abgedruckt hatte. Das Werk, das im Rowohlt Verlag erschien, war sehr gefragt.

### Exil im Saarland und in Frankreich
Kurz nach der Machtergreifung der Nationalsozialisten ging Heiden ins Exil und hielt sich zumeist illegal im Saarland auf. Von Juni bis Dezember 1933 lebte er in Zürich. Dort erschien 1934, verlegt von Emil Oprecht, sein zweites Buch: Geburt des Dritten Reiches. In Saarbrücken war Heiden Mitredakteur der Zeitschrift Deutsche Freiheit. Um die Saarabstimmung über die Angliederung an das Deutsche Reich zu beeinflussen, verfasste er unter dem Pseudonym Klaus Bredow zwei getarnte Kampfschriften: Hitler rast – Die Bluttragödie des 30. Juni 1934, die sich mit dem sogenannten Röhm-Putsch befasste, sowie Sind die Nazis Sozialisten? Nach der Saarabstimmung am 13. Januar 1935 floh Heiden nach Frankreich und lebte bis Mai 1940 in Paris. Dort arbeitete er als Chefredakteur der bedeutenden Exilzeitschrift Das Neue Tage-Buch, herausgegeben von Leopold Schwarzschild.
Von 1933 bis 1936 war Konrad Heiden neben rund 20 Emigranten und einigen Helfern – wie Albert Einstein, Heinrich und Thomas Mann, Romain Rolland und Henry Wickham Steed – Mitglied im „Freundeskreis Carl von Ossietzky“. Sie richteten Appelle an das NS-Regime, in denen sie die Entlassung Ossietzkys aus der KZ-Haft verlangten, und reichten beim norwegischen Nobelpreiskomitee den Vorschlag ein, Ossietzky den Friedensnobelpreis zu verleihen. Im Rahmen dieser Kampagne entstand eine kleine Broschüre mit unterstützenden Beiträgen prominenter Autoren. Konrad Heiden steuerte dazu den Text Friedenspreis – Charakterpreis bei.
In den Jahren 1936 und 1937 kam im Zürcher Europa Verlag Heidens zweibändige Hitler-Biographie heraus. Gleichzeitig erschien die englische, amerikanische und französische Ausgabe. Der erste Band, Adolf Hitler – Das Leben eines Diktators – Das Zeitalter der Verantwortungslosigkeit, wurde in 31.000 Exemplaren verbreitet, der zweite Band, Adolf Hitler – Eine Biographie – Ein Mann gegen Europa, in 15.500 Exemplaren. Konrad Heiden brachte darin die Weltanschauung der Nationalsozialisten auf die Formel: „Taumel ohne Rausch, Marsch ohne Ziel“. Der Historiker John Lukacs nannte dieses Werk die „erste substanzielle Studie über Hitler“. Er bescheinigt Heiden, dass er Hitler, der um seine Herkunft und seinen Hintergrund stets ein Geheimnis gemacht hatte, über viele Jahre mit intensivem Interesse nachgeforscht habe: „Seine Darstellung von Hitlers Leben und Laufbahn war voller Details und oft bemerkenswert exakt.“ Die politische Theoretikerin Hannah Arendt bezieht sich in ihrem politischen Hauptwerk Elemente und Ursprünge totaler Herrschaft mehrfach auf Konrad Heiden. Über seine Hitler-Biographie urteilt sie, diese sei in mancher Hinsicht genauer und in fast jeder Hinsicht gewichtiger als die damalige Standardbiographie Alan Bullocks aus dem Jahr 1952. Unter den zahlreichen Hitler-Biographen gibt es kaum jemanden, dessen Arbeit nicht auf den Recherchen Konrad Heidens aufgebaut hätte. Gleichwohl ist der Autor selbst heute weitgehend vergessen. Die erste Biographie über ihn, verfasst von dem ehemaligen Spiegel-Chefredakteur Stefan Aust, erschien erst im September 2016 unter dem Titel Hitlers erster Feind. Der Kampf des Konrad Heiden.
Gleichfalls 1937 erschien sein Buch Europäisches Schicksal im Amsterdamer Exilverlag Querido. Im Januar desselben Jahres war Konrad Heiden aus Deutschland ausgebürgert und damit staatenlos geworden. Sein Vermögen wurde beschlagnahmt. 1939 veröffentlichte er bei Starling Press, New York, sein Buch The New Inquisition über die Novemberpogrome 1938, das unter dem Titel Les Vêpres Hitlériennes gleichzeitig in Paris in den Handel kam. Erst 2013 erschien es unter dem Titel Eine Nacht im November 1938. Ein zeitgenössischer Bericht auch auf Deutsch. Ein Typoskript mit dem Arbeitstitel Nächtlicher Eid befindet sich in der Zentralbibliothek Zürich.
Sein Biograph Stefan Aust bescheinigt Heiden, seine NS-Quellen nicht nur studiert, sondern auch verstanden zu haben. Niemand könne es sich nach den Erfahrungen der vergangenen Jahre erlauben, schrieb Heiden bereits um die Jahreswende 1938/39, die in Mein Kampf enthaltenen Drohungen und die Verlautbarungen der SS nicht sehr ernst zu nehmen. In diesem Zusammenhang zitierte er die SS-Wochenzeitschrift Das Schwarze Korps mit der Ausgabe vom 24. November 1938: „Weil es notwendig ist, weil wir das Weltgeschrei nicht mehr hören und weil uns schließlich auch keine Macht daran hindern kann, werden wir also die Judenfrage nunmehr ihrer totalen Lösung zuführen.“ Und weiter: „Das Ergebnis wäre das tatsächliche und endgültige Ende des Judentums in Deutschland, seine restlose Vernichtung.“

### Exil in den USA
Zu Beginn des Zweiten Weltkriegs wurde Heiden in Frankreich als „étranger indésirable“ (unerwünschter Ausländer) interniert. Wegen des unerwartet raschen Vormarsches der Wehrmacht im Westfeldzug wurde er im Juni 1940 freigelassen und floh in die Vereinigten Staaten. Er gehörte zu den mehr als 2200 Personen, denen Varian Fry die Flucht über Lissabon ermöglichte. Mit Hilfe des International Rescue Committee erhielt er einen falschen tschechoslowakischen Pass auf den Namen David Silbermann. Von Lissabon aus reiste er in der zweiten Oktoberhälfte 1940 mit einem amerikanischen Visum per Schiff in die USA. Bis März 1941 lebte er in New York City, von Juni bis Dezember 1941 in San Francisco und anschließend wieder in New York. Am 19. Februar 1942 erhielt er mit der „Alien Registration Card pink and yellow“, die wieder auf seinen richtigen Namen ausgestellt war, die ständige Aufenthaltserlaubnis.
Bei Houghton Mifflin erschien 1944 sein am meisten beachtetes und am weitesten verbreitetes Werk: Der Führer – Hitler’s Rise to Power. Es fand große Verbreitung über den Book of the Month Club in den USA und über den Left Book Club mit seinen 57.000 Mitgliedern auch in Großbritannien. Bisher ist es noch nicht in deutscher Sprache veröffentlicht worden.

### Letzte Jahre
Konrad Heiden blieb nach dem Ende der NS-Herrschaft in den Vereinigten Staaten und erhielt in den 1950er Jahren die US-Staatsbürgerschaft. Von Dezember 1951 bis Mai 1952 kehrte Heiden zum ersten Mal seit 1933 wieder nach Deutschland zurück, das er per Flugzeug bereiste. Im Auftrag des Süddeutschen Rundfunks in Stuttgart produzierte er von 1952 bis 1961 einmal wöchentlich einen Beitrag für die 15-minütige Sendung Streiflichter aus Amerika. Ähnliche Beiträge erstellte er für Radio Bremen. Ab 1954 verfasste Heiden für den Süddeutschen Rundfunk monatliche Hörberichte unter dem Titel Vier Wochen Amerika. Außerdem schrieb er für US-Zeitschriften wie das Life Magazine.
Heiden litt in diesen Jahren an der Parkinson-Krankheit, die sich immer weiter verschlimmerte und seine Arbeitsfähigkeit zusehends einschränkte. Er wohnte nun meist in Orleans, Massachusetts, zusammen mit seiner Lebensgefährtin Margaret A. Van Weert, die im April 1961 starb. 1962 wurde Heiden nach zwei Hirnoperationen zum Pflegefall. Er war kaum noch in der Lage, selbst zu arbeiten. Am 18. Juni 1966 starb er im Beth-Abraham-Hospital in der Bronx in New York City. Heidens letzte Ruhestätte liegt auf dem Orleans Cemetery in East Orleans, Massachusetts. Ein kleiner Bestand von Heidens Nachlass, der vor allem Material aus seiner Jugend enthält, befindet sich in der Zentralbibliothek Zürich.

### Nachwirkung und Rezeption
Nach seinem Tod gerieten Heiden und seine Schriften in der breiteren Öffentlichkeit schnell in Vergessenheit. Indessen stützten sich zahlreiche vielgelesene Studien über Hitler und die NS-Diktatur, wie z. B. die 1972 von Joachim Fest vorgelegte Lebensbeschreibung des NSDAP-Chefs, auf seine Hitler-Biografie als eine zentrale Quelle.
Erneut in den Blick einer breiteren Öffentlichkeit kam Heiden seit dem Jahr 2007 dadurch, dass seine Werke zu Hitler und zum Nationalsozialismus zu dieser Zeit neu aufgelegt wurden bzw. erstmals in deutscher Übersetzung veröffentlicht wurden: 2007 gab der Europa-Verlag Heidens Hitler-Biografie Adolf Hitler. Das Zeitalter der Verantwortungslosigkeit neu heraus. 2013 publizierte der Wallstein Verlag Heidens zeitgenössischen Bericht über die Reichspogromnacht erstmals in deutscher Sprache.
2016 veröffentlichte Stefan Aust eine Biografie über Konrad Heiden, die ein halbes Jahrhundert nach seinem Tod auch den Mann, anstatt nur sein Werk, zum Fokus eingehenderer Betrachtung in einer Arbeit mit breiterer Rezeption machte. Austs Arbeit war indessen nicht unumstritten: Einige Kritiker warfen seinem Heiden-Buch (Hitlers erster Feind) gravierende Mängel vor. Insbesondere wurde ihm entgegengehalten, dass er viele wörtliche Übernahmen aus Heidens Text über das Leben und den Aufstieg Hitlers in seinem Buch nicht kenntlich gemacht, sondern die wahre Herkunft dieser Formulierungen verschleiert habe. Markus Roth urteilte in der taz, dass Austs Heiden-Biografie wissenschaftlichen Ansprüchen nicht genüge und dass eine solche Arbeit daher noch immer ausstehe.

## Schriften (Auswahl)

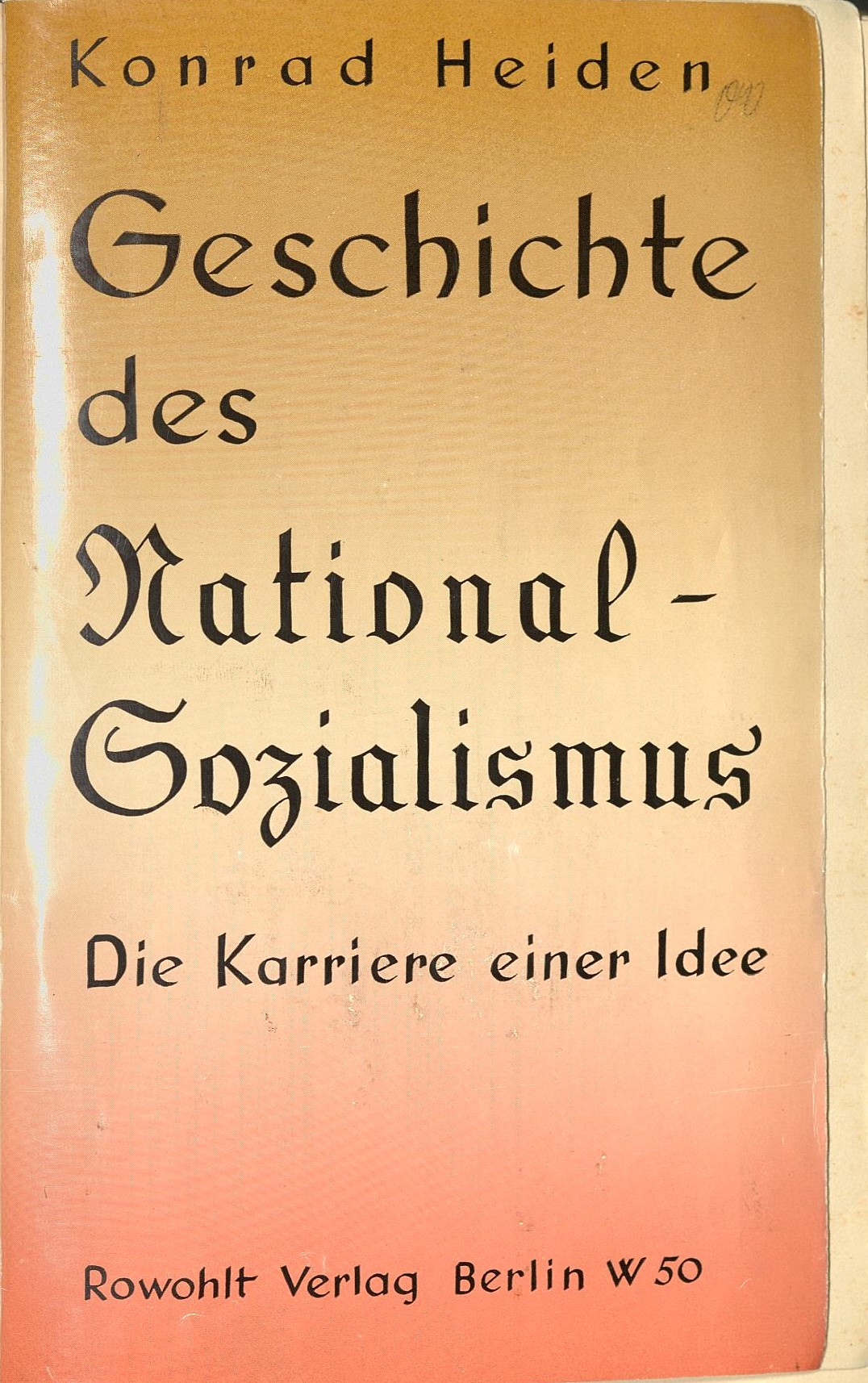
Geschichte des Nationalsozialismus (1932)

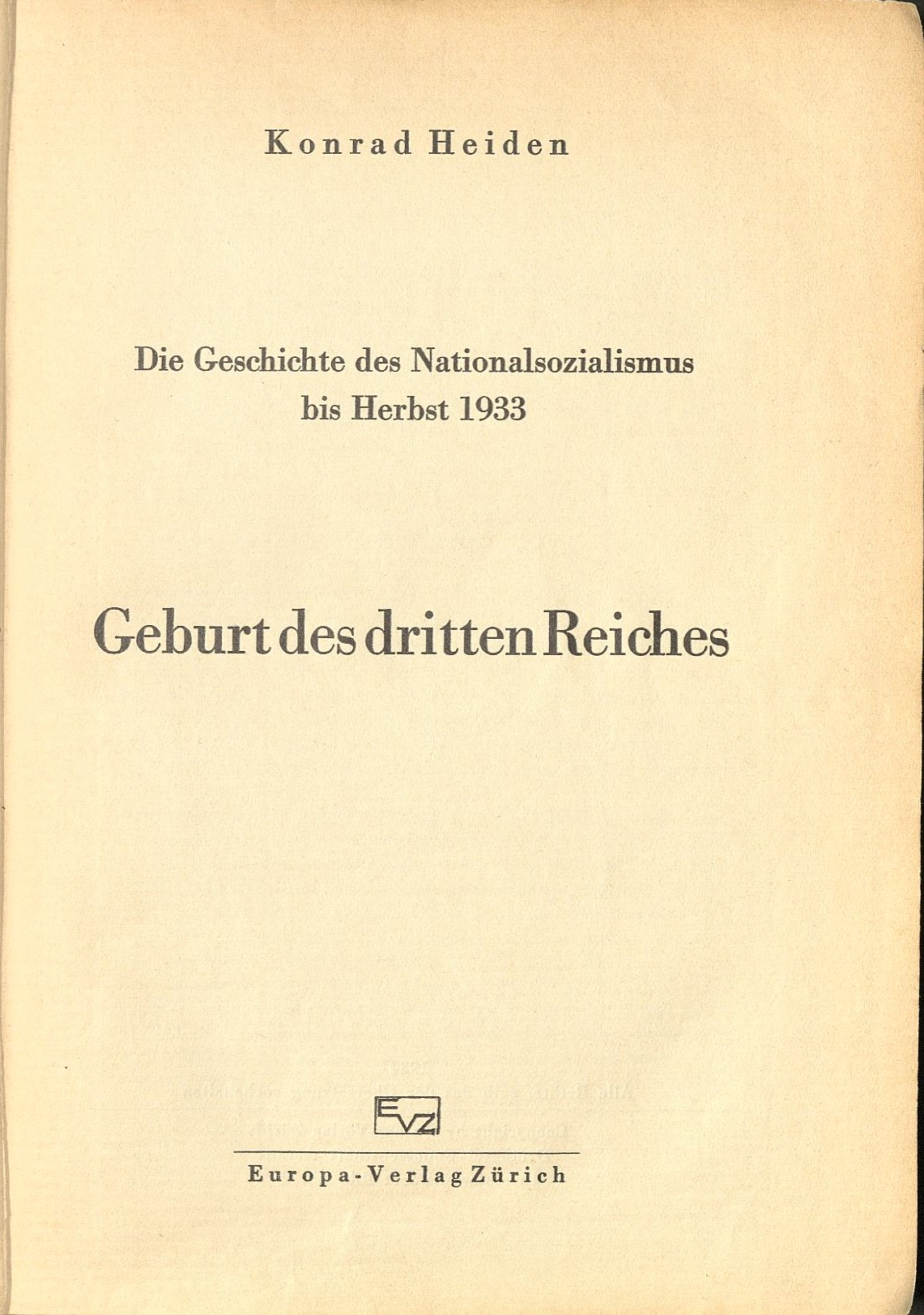
Geburt des dritten Reiches (1934)

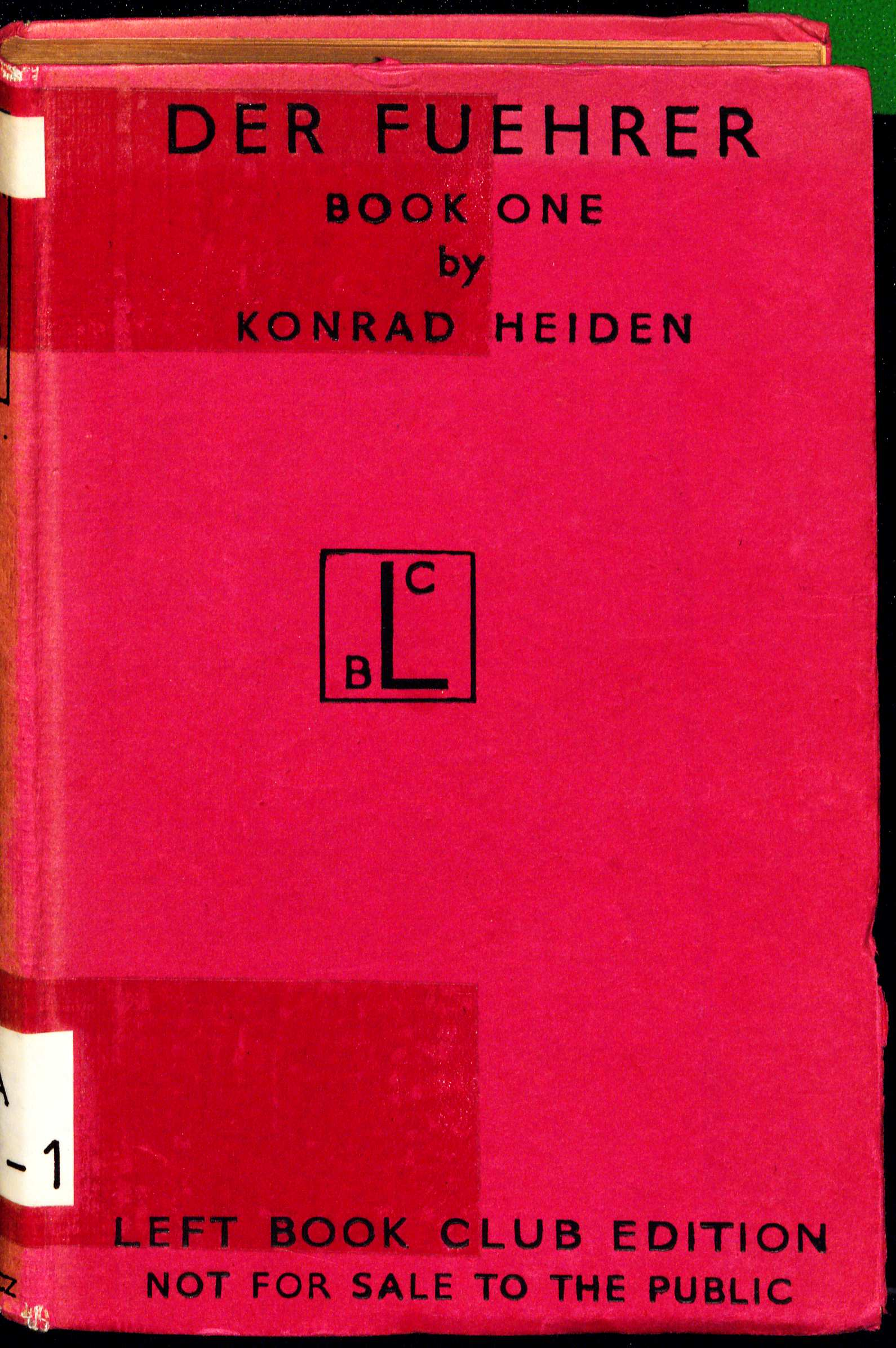
Der Fuehrer, Victor Gollanz, 1944

- Geschichte des Nationalsozialismus. Die Karriere einer Idee. Rowohlt, Berlin 1932.
- Geburt des Dritten Reiches. Die Geschichte des Nationalsozialismus bis Herbst 1933. Europa Verlag, Zürich 1934.
- Hitler rast. Der 30. Juni — Ablauf, Vorgeschichte und Hintergründe. Broschüre, Verlag die Volksstimme, Saarbrücken 1934 (unter dem Pseudonym Klaus Bredow).
- Sind die Nazis Sozialisten? 100 Dokumente aus 14 Monaten. Broschüre, Verlag die Volksstimme, Saarbrücken 1934 (unter dem Pseudonym Klaus Bredow).
- Hitler-Biographie:
  - (Band 1:) Adolf Hitler. Das Zeitalter der Verantwortungslosigkeit. Eine Biographie. Europa Verlag, Zürich 1936 (464 Seiten, verbreitet in 31.000 Exemplaren, zugleich mit englischen, amerikanischen und französischen Ausgaben erschienen), Neuausgabe ebenda 2007, ISBN 3-905811-02-2.
  - (Band 2:) Adolf Hitler. Eine Biographie. Ein Mann gegen Europa. Europa Verlag, Zürich 1937 (15.500 Exemplare), Neuausgabe ebenda 2007, ISBN 3-905811-04-9.
  - Adolf Hitler. Das Zeitalter der Verantwortungslosigkeit. Ein Mann gegen Europa. Die Biografie. Europa Verlag, Berlin/München/Zürich/Wien 2017, ISBN 978-3-95890-117-9 (überarbeitete Neuausgabe der Gesamtausgabe von Band 1 und 2).
- Der Fuehrer. Hitler’s Rise to Power. (Auch: „The Fuehrer“ oder „The Fuhrer“.) Haughton Mifflin, Boston 1944, eine Neubearbeitung und Fortschreibung seiner beiden Hitlerbücher. Übersetzung: Ralph Manheim. Das Buch fand große Verbreitung über den Book of the Month Club in USA und über den Left Book Club in England mit 57.000 Mitgliedern. Häufige Neuaufl., zuletzt Castle, 2002, ISBN 0-7858-1551-1.
- Europäisches Schicksal. Querido Verlag, Amsterdam 1937.
- The „Pariser Tageblatt affair, the story of a political libel.“ mit Leopold Schwarzschild. Documentation collected by L. P. [Léon Poliakov] Imp. Crozatier, Paris 1939. (Online-Ausg.: The „Pariser Tageblatt“ affair über Deutsche Nationalbibliothek (DNB).)
- Anonym (Herausgeber Konrad Heiden): Der Pogrom: Dokumente der braunen Barbarei. Das Urteil der zivilisierten Welt. Vorwort Heinrich Mann. Zürich 1939. (journalistische Berichte aus der ganzen Welt über den Pogrom, gesammelt von Heiden)[12]
- Eine Nacht im November 1938. Ein zeitgenössischer Bericht. Hrsg. von Markus Roth, Sascha Feuchert und Christiane Weber. Wallstein, Göttingen 2013, ISBN 978-3-8353-1349-1. Bis 2013 nie veröffentlicht. Es gab bis dahin nur eine nicht publizierte und nicht bekannte deutsche Typoskriptfassung Der nächtliche Eid als Typoskript, aufgefunden im Verlagsarchiv von Emil Oprecht. Diese Urfassung stammt laut einer nachträglichen Notiz Heidens vom Januar 1939. Roth e.a. verwendeten diese Fassung.
  - Das Typoscript wurde danach erstmals 2014 im Europa-Verlag publiziert, dem Rechteinhaber des Oprecht Verlages, unter dem Originaltitel: Nächtlicher Eid. Eine Nacht im November 1938. Zürich 2014, ISBN 978-3-905811-84-1.
  - Englisch: The new Inquisition. Einleitung Hendrik Willem van Loon, Übersetzung: Heinz Norden. Starling Press, New York 1939.
  - Französisch: Les Vêpres Hitlériennes. Nuits sanglantes en Allemagne. Paris 1939.